# Carlos Garcia de Castro
Carlos de Jesus Ferreira Garcia de Castro, mais conhecido como Carlos Garcia de Castro (Sé e São Lourenço, Portalegre, 12 de Novembro de 1934 - Portalegre, 13 de Novembro de 2016) foi um professor e escritor português. Ficou conhecido pela sua carreira poética, onde demonstrou uma grande ligação ao Alto Alentejo, principalmente à cidade de Portalegre.

## Biografia

### Nascimento e formação
Nasceu em 12 de Novembro de 1934, no território da posterior União de Freguesias de Sé e São Lourenço, no concelho de Portalegre, filho de Hermínio Garcia de Castro e Rosa Farreira do Carmo e Castro. Concluiu uma licenciatura em Ciências Históricas e Filosóficas.

### Carreira profissional e literária
Exerceu como professor no ensino liceal, e depois no quadro da Escola do Magistério Primário, na área das Ciências da Educação, onde ascendeu à posição de director entre 1976 e 1898. Integrou-se em seguida na Escola Superior de Educação, onde foi director do Centro de Recursos e Animação Pedagógica, tendo ensinado cursos de especialização. Aposentou-se daquele estabelecimento de ensino, com a categoria de professor adjunto. Foi um dos sócios fundadores da CERCIPORTALEGRE - Cooperativa para a Educação e Reabilitação de Crianças Inadaptadas, e estabeleceu o ensino pré-escolar oficial naquela cidade.
Destacou-se principalmente como escritor, tendo as suas duas primeiras obras sido Cio em 1955, e Terceiro Verso do Tempo em 1963. Depois de um hiato de vários anos, lançou os livros Portus Alacer em 1987, Os lagóias e os estrangeiros em 1992 e Rato do campo em 1998. Também publicou as obras Loja, contra-loja e armazém e Gloria victis, Não-Poema, apresentado em 2008 na Casa Fernando Pessoa, em Lisboa.
Também deixou colaboração na imprensa cultural e literária, principalmente nas revistas Colóquio/Letras, editada pela Fundação Calouste Gulbenkian, Sol XXI, Ibn Maruán e o suplemento cultural Fanal, sendo estas duas últimas publicadas no Alentejo. Também trabalhou nos cadernos Alfa, editado pelo grupo de universários Amicitia, e nos Açores participou na Revista Atlântida do Instituto Açoriano de Cultura, e foi responsável pela apresentação do programa Pensamento e Poesia do Rádio Clube de Angra entre 1959 e 1960.
A sua obra foi coligida em diversas antologias, como Poesia/70, publicada em 1971 por Egito Gonçalves e Manuel Alberto Valente, Poetas Alentejanos do Século XX, lançada por Francisco Dias da Costa em 1984, Cancioneiro/80, editada pelo Jornal de Letras entre 1990 e 1991, e Poetas e Escritores da Serra de S. Mamede, reunida por Ruy Ventura em 2002. Também editou uma antologia própria, Fora de Portas, publicada pela companhia brasileira Editorial Escrituras. Foi considerado como um dos principais escritores de poesia que nasceram ou passaram por Portalegre, sendo equiparado a Cristóvão Falcão, José Duro e José Régio.

### Falecimento
Faleceu em 13 de Novembro de 2016, aos 82 anos de idade, no Hospital de Portalegre, devido a problemas respiratórios. O velório iniciou-se no mesmo dia, na Igreja de São Tiago, em São Lourenço, enquanto que o funeral foi realizado em 14 de Novembro, tendo o corpo sido depois enterrado no Cemitério de Portalegre.

## Homenagens
Em 2012 recebeu a Medalha de Ouro da Cidade de Portalegre.
Na altura do seu falecimento, foi homenageado pelo escritor e jornalista Rui Cardoso Martins, parente de Garcia de Castro, que destacou o seu talento como escritor.

## Obras publicadas
- Cio (1955)
- Terceiro Verso do Tempo (1963)
- Portus Alacer (1987)
- Os Lagóias e os Estrangeiros (1992)
- Rato do Campo (1998)
- Gloria victis, Não-Poema (2008)
- Fora de Portas (antologia)
- Loja, contra-loja e armazém (2011)